# Пиер-Пол Швайцер
Пиер-Пол Швайцер (на френски: Pierre-Paul Schweitzer) е френски финансист.
Той е роден на 29 май 1912 г. в Страсбург, по това време част от Германия. Той е племенник на общественика Алберт Швайцер и баща на бъдещия ръководител на компанията „Рено“ Луи Швайцер.
Завършва право в Страсбургския университет, икономика в Парижкия университет и политология в Парижкия институт за политически изследвания, след което дълги години заема длъжности във френското финансово министерство.
От 1963 до 1973 г. е управляващ директор на Международния валутен фонд.
Пиер-Пол Швайцер умира на 2 януари 1994 г. в Женева.